# 花枕寶螺
花枕寶螺（学名：Cypraea eglantina）为寶螺科寶螺屬下的一个种。